# Saif al-Islam Gaddafi
Saif al-Islam Muammar al-Gaddafi (tiếng Ả Rập: سيف الإسلام معمر القذافي, lit. Sword of Islam Muammar al-Gaddafi) (sinh ngày 25 tháng 6 năm 1972) là một kỹ sư và nhà chính trị Libya. Ông là con trai thứ nhì của Muammar al-Gaddafi, lãnh đạo Libya, với bà vợ thứ hai của ông.
Ngày 27 tháng 6 năm 2011, Saif al-Islam chính thức trở thành nhân vật bị truy nã quốc tế khi Tòa án hình sự quốc tế (ICC) đã phát lệnh bắt 2 cha con Gaddafi với cáo buộc phạm tội ác chống lại loài người, bao gồm giết hại và tra tấn người biểu tình trong giai đoạn 15 tháng 2 đến 28 tháng 2 năm 2011. Chính quyền Gaddafi đã thực hiện một cuộc trấn áp đẫm máu nhằm vào người biểu tình chống lại chính quyền của ông, tiếp sau làn sóng nổi dậy ở khắp Trung Đông hồi đầu năm 2011.